# Луций Папирий Красс (консул 336 года до н. э.)
Лу́ций Папи́рий Красс (лат. Lucius Papirius Crassus; умер после 318 года до н. э.) — древнеримский военный и политический деятель из патрицианского рода Папириев Крассов, двукратный консул Республики (в 336 и 330 годах до н. э.).

## Биография
Луций принадлежал к одному из старинных римских родов, который изначально был патрицианским. Его родным отцом являлся военный трибун с консульской властью 368 года до н. э., носивший такое же имя. Согласно Марку Туллию Цицерону, именно он первым в своём роду стал именоваться Папирием, а не Паписием.
В 340 году до н. э. консул Тит Манлий Империоз Торкват, оставивший свою должность из-за болезни, назначил действующего претора Луция Папирия диктатором для продолжения войны против латинов. Луций Папирий выступил против антийцев, однако, простояв в их землях несколько месяцев, не добился никакого результата. Спустя пару лет, в 336 году до н. э., он впервые был избран консулом совместно с Кезоном Дуиллием. В тот год консулы успешно вели войну против авзонов, вступивших в союз с сидицинами.
Во время своего второго консульства Луций командовал войсками в войне против жителей Привернума, которых возглавлял некто Витрувий Вакк. Одержав лёгкую победу у стен Привернума, Папирий соединился с силами другого консула, Луция Плавтия Веннона, и осадил город.
В 318 году до н. э. Луций Папирий исполнял обязанности цензора.